# Escuela de imaginería de Salamanca
Grupo de escultores imagineros que trabajaron en Salamanca, concretamente en un taller sito el Patio de Escuelas desde 1939, realizando numerosas e importantes tallas religiosas para toda España.

## La Escuela de Imaginería
Se conoce por este nombre al grupo de escultores imagineros que durante la posguerra civil española, entre 1940 y 1960 aproximadamente, trabajaron en Salamanca creando numerosos pasos procesionales e imaginería religiosa para la Semana Santa y en muchos otros lugares de España. Se entiende que participan en esta escuela Inocencio Soriano Montagut, catalán y primer imaginero que trabaja en Salamanca tras la Guerra Civil, Damián Villar, salmantino y Francisco González Macías, bejarano. Los tres siguen tendencias academicistas y realistas, e inspiran su producción en modelos barrocos, si bien González Macías, formado junto a Mateo Hernández, muestra una línea más contemporánea. Realizan así mismo notables carreras como escultores civiles y religiosos. Trabajaban en un taller en el Patio de Escuelas junto a la Universidad de Salamanca. Esta escuela sigue las tendencias de toda España, en que resurge en la posguerra y al amparo del Nacionalcatolicismo, la escultura religiosa, tanto para fomentar la fe y el Catolicismo como para recuperar y recomponer el patrimonio escultórico imaginero perdido o deteriorado durante la Guerra Civil. Su influjo perdura en el tiempo, y Salamanca ha conocido a un importante número de maestros imagineros que continúan la tradición que la Escuela recogió e impulso como Hipólito Pérez Calvo, Enrique Orejudo, Fernando Mayoral o Vicente Cid Pérez.

## Imagineros y Biografías

### Inocencio Soriano Montagut
Desde la infancia mostró aptitudes para el dibujo y la escultura. Es enviado por sus padres a Tortosa, donde a los doce años entrará como aprendiz en los talleres de los escultores Ramón Sabater y Ramón Cerveto. Posteriormente se traslada a Barcelona, donde trabajará en un taller de imaginería y cursará estudios en el Taller de Artes y oficios Artísticos, donde será compañero de artistas como Joan Miró.
En 1933 es becado para estudiar en la Real Academia de Bellas Artes de San Fernando. En 1935 obtiene plaza de profesor en la Escuela de Artes y Oficios de Salamanca, de la que será director. Mantiene una estrecha vinculación con esta capital castellana, puesto que contrae matrimonio con una salmantina. En esta ciudad realiza parte de su obra religiosa inscrita en la Escuela de Imaginería de Salamanca. Se traslada en 1945 a Barcelona al obtener por oposición la plaza de profesor en la Escuela de Artes y Oficios Artísticos de dicha ciudad, y finalmente en 1951 obtiene la Cátedra de Escultura de la Escuela Superior de Bellas Artes de San Jordi. Será nombrado Academido de San Fernando en representación de Tarragona en 1970. Muere en 1979.

### Damián Villar
Escultor, Imaginero, salmantino, nacido en 1917 y fallecido en 2003. Estudia en Salamanca y posteriormente en Madrid, becado por la Diputación de Salamanca, en la Escuela de Bellas de Artes, beca que cede al también escultor salmantino Venancio Blanco para tomar en posesión la plaza de profesor de talla en madera en la Escuela de Artes y Oficios de Granada. En la década de 1950 se traslada a Salamanca, donde residirá el resto de su vida y desarrollará la mayoría de su producción artística.

### Francisco González Macías
Nacido en Béjar, Salamanca, el 19 de diciembre de 1901, recibió los primeros estudios de pintura  en la Escuela Industrial de Béjar. Estos estudios serán ampliados años después en la Escuela de Artes y Oficios y en la Escuela de Bellas Artes de San Fernando, ambas de Madrid, y recibiendo clases de Victorio Macho y José Capuz. Amplió sus conocimientos en París, donde entró en contacto con muchos de los intelectuales españoles residentes allí. A su regreso a España destacó por su escultura civil y religiosa. Falleció en Madrid en 1982.

## Tallas y Pasos

### Inocencio Soriano Montagut
- "La Dolorosa" 1939, para la Seráfica Hermandad de Nazarenos del Stmo. Cristo de la Agonía, Salamanca.
- "La Piedad", 1942 para la Cofradía de los Dolores de Tortosa.
- "La Oración en el Huerto", 1943 para la Cofradía del Silencio, Oviedo.
- "Esbozo de La Piedad", 1944 para la Cofradía de los Cruzados de la Fe, Madrid.
- "San José", 1944, basílica de Alba de Tormes, Salamanca.

### Damián Villar
- "Jesús de la Pasión", 1945 para la Hermandad Dominicana, Salamanca.
- "EL Prendimiento", 1947 para la Seráfica Hermandad de Nazarenos del Stmo. Cristo de la Agonía, Salamanca.
- "El Cristo de la Agonía", 1959, para la Seráfica Hermandad de Nazarenos del Stmo. Cristo de la Agonía, Salamanca.
- "La Virgen de la Esperanza" 1952, para la Hermandad Dominicana, Salamanca.
- "Vía Crucis" para la iglesia de María Auxiliadora, en Salamanca.

### Francisco González Macías
- "El Santo Entierro", 1943 para la Ilustre y Venerable Congregación de Jesús Nazareno, Salamanca.
- "Jesús Ante Pilato", 1947 para la Seráfica Hermandad de Nazarenos del Stmo. Cristo de la Agonía, Salamanca.
- "La Virgen de la Esperanza", 1945, para la Hermandad Dominicana, Salamanca.
- "La Caída" 1947 (nuevas esculturas y restauración de originales Barrocos) para la Cofradía de la Vera Cruz, de Salamanca.
- "El Descendimiento" para Medina del Campo.
- "El Cristo de los Mártires" para la Cofradía de los Mártires Gijón.
- "Virgen de Fátima" para Santander.
- "Cristo Yacente" para Ribadesella.
- "Retablo de la Dolorosa" para Llanes, Asturias.
- Proyecto del grupo "Entrada de Jesús en Jerusalén", 1942, para la Hermandad de Jesús Amigo de los Niños, en Salamanca (no llevado a cabo).